# النظام الخاص لأهل الاختصاص
النظام الخاص لأهل الاختصاص، كتاب للإمام أحمد الرفاعي، في باب التصوف السنّي.